# Електрически блус
Електрическият блус се отнася до всеки тип блус музика, отличаваща се с използването на електрическо усилване за музикални инструменти. Китарата е първият инструмент, който се усилва популярно и използвано от ранните пионери T-Bone Walker в края на 30-те и Джон Лий Хукър и Мъди Уотърс през 1940-те. Техните стилове се развиват в блус на Западното крайбрежие, блус в Детройт и блус в Чикаго след Втората световна война, които се различават от по-ранните, предимно блус в акустичен стил. До началото на 50-те години Литъл Уолтър е солист на блус хармоника с помощта на малък ръчен микрофон, захранван в китарен усилвател. Въпреки че е отнело малко повече време, електрическата бас китара постепенно заменя контрабаса в началото на 60-те години. Електрическите органи и особено синтезаторите по-късно стават широко използвани в електрическия блус.